# Stenacris
Stenacris is een geslacht van rechtvleugeligen uit de familie veldsprinkhanen (Acrididae). De wetenschappelijke naam van dit geslacht is voor het eerst geldig gepubliceerd in 1870 door Walker.

## Soorten
Het geslacht Stenacris omvat de volgende soorten:
- Stenacris caribea Rehn & Hebard, 1938
- Stenacris fissicauda Bruner, 1908
- Stenacris megacephala Bruner, 1922
- Stenacris minor Bruner, 1906
- Stenacris vitreipennis Marschall, 1836
- Stenacris xanthochlora Marschall, 1836